# Fernando Niño
Fernando David Niño Mendoza (* 5. November 1982 in Cartagena, Departamento de Bolívar) ist ein kolumbianischer Politiker der Konservativen Partei PCC (Partido Conservador Colombiano), der seit 2022 Mitglied des Repräsentantenhauses (Cámara de Representantes) und seit 2023 Erster Vizepräsident des Repräsentantenhauses ist.

## Leben
Fernando David Niño Mendoza absolvierte nach dem Schulbesuch ein Studium der Rechtswissenschaften und nahm nach der Zulassung eine Tätigkeit als Rechtsanwalt mit Schwerpunkt auf Politikwissenschaften auf. Daneben spezialisierte er sich auf Themen wie Verwaltungsrecht, Transportwesen, vertragliche und außervertragliche zivilrechtliche Haftung sowie Steuerkontrolle.
Niño wurde bei der Wahl am 13. März 2022 für die Konservative Partei PCC (Partido Conservador Colombiano) im Wahlkreis Bolívar erstmals zum Mitglied des Repräsentantenhauses (Cámara de Representantes) für die Legislaturperiode 2022 bis 2026 gewählt. Er ist Mitglied der Zweiten Verfassungskommission, die für Angelegenheiten wie Internationale Politik, Landesverteidigung und öffentliche Gewalt, öffentliche Verträge, diplomatische und konsularische Dienste, Außenhandel und wirtschaftliche Integration, Hafenpolitik, Parlamentarische, internationale und supranationale Beziehungen, diplomatische Angelegenheiten, die laut Verfassung nicht der Regierung vorbehalten sind, Grenzen, Staatsangehörigkeit, Ausländer, Migration, öffentliche Ehrungen und Denkmäler, Militärdienst, Freihandel und Freihandelszonen sowie internationale Vertragsabschlüsse zuständig ist. Daneben ist er Mitglied der Comisión Legal Afrocolombiana, eine durch Gesetz 1833 vom 4. Mai 2017 geschaffene Rechtskommission zum Schutz der Rechte der schwarzen Gemeinschaften beziehungsweise der afrokolumbianischen Bevölkerung, sowie der Comisión Legal de Cuentas, die die Aufgabe hat, die Gesamtrechnung des Staatshaushalts und der Staatskasse zu prüfen und fertigzustellen sowie die Gesamtbilanz des Landes zu überprüfen.
Seit dem 20. Juli 2023 ist Fernando Niño für eine einjährige Amtszeit Erster Vizepräsident des Repräsentantenhauses und damit erster Stellvertreter von Parlamentspräsident Andrés Calle.